# Geolycosa rogersi
Geolycosa rogersi là một loài nhện trong họ Lycosidae.
Loài này thuộc chi Geolycosa. Geolycosa rogersi được Alfred Russel Wallace miêu tả năm 1942.